# اتحادیه بسکتبال ژاپن
اتحادیه بسکتبال ژاپن (انگلیسی: Japan Basketball Association) نهاد اداره کننده ورزش بسکتبال در کشور ژاپن است. این اتحادیه که در سال ۱۹۳۰ تاسیس شده مقر آن در شهر کوبه قرار دارد.